# تپه قلعه کهنه زمان‌آباد
تپه قلعه کهنه زمان آباد مربوط به دوره میانه دوران‌های تاریخی پس از اسلام است و در شهرستان اسفراین، بخش مرکزی، دهستان زرق آباد، ۱۰۰ متری جنوب روستای زمان آباد واقع شده و این اثر در تاریخ ۳۰ بهمن ۱۳۸۶ با شمارهٔ ثبت ۲۱۱۱۰ به‌عنوان یکی از آثار ملی ایران به ثبت رسیده است.